# Joseph Tawil
Joseph Tawil (Damasco, 25 de diciembre de 1913 - Newton, 17 de febrero de 1999) fue el eparca greco-católico melquita de los Estados Unidos, maestro y teólogo. Es recordado por su participación en el Concilio Vaticano II, expandiendo la Iglesia Melquita en los Estados Unidos y articulando el papel único de las Iglesias Católicas Orientales en su carta pastoral de 1970, El Coraje de Ser Nosotros Mismo.

## Primeros años
Joseph Elias Tawil nació en Damasco, Siria, hijo de Elías y Malakie (Salman) Tawil. Uno de los nueve hijos de la familia, se crio en una familia melquita; sus tíos maternos incluían a Paul Salman, el arzobispo de Petra y todo Jordania, y al archimandrita, Clement Salman. Estudió para el sacerdocio con los Padres Blancos en el Seminario de Santa Ana en Jerusalén. Fue ordenado sacerdote el 20 de julio de 1936 y asignado al Patriarchal College (Al Madrassah Al Batryakiyah) en El Cairo, Egipto. Durante siete años fue docente y luego decano de la institución. En 1943 se convirtió en presidente/director del colegio. Fue elevado a la dignidad de archimandrita por el patriarca, Máximo IV Saigh en 1952 y nombrado vicario patriarcal de Alejandría en 1954 con residencia continua en El Cairo como director del colegio. Tawil continuó dirigiendo el Colegio Patriarcal en El Cairo hasta su nombramiento como vicario patriarcal de Damasco el 29 de agosto de 1959.

## Episcopado

### Damasco y Estados Unidos
Tawil fue consagrado obispo en Damasco el 1 de enero de 1960. Mientras estuvo en este puesto, asistió al Concilio Vaticano II donde, como representante de la Iglesia Melquita, trabajó con el Patriarca Maximos IV para promover el entendimiento y la cooperación entre la Iglesia de Roma y la Iglesia Ortodoxa Oriental. En noviembre de 1967, el patriarca Maximos IV fue sucedido después de su muerte por el amigo y predecesor del arzobispo Tawil en el Colegio Patriarcal de El Cairo, el arzobispo George Selim Hakim, un egipcio nativo que tomó el nombre de Maximos V. El arzobispo Hakim había sido el primer arzobispo de Nazaret y de toda Galilea y había sido el guía del Papa Pablo VI en su peregrinaje a Tierra Santa al comienzo de su reinado.
El 30 de octubre de 1969, el arzobispo Tawil fue nombrado Exarca Apostólico de los Estados Unidos por el Papa Pablo VI, y fue instalado el 15 de marzo de 1970. Sucedió al obispo Justin Najmy, el primer obispo melquita en los Estados Unidos. El obispo Najmy había muerto solo dos años después de su instalación y, por lo tanto, la tarea principal de soldar una diócesis eficiente de las parroquias existentes esparcidas por el país recayó en el arzobispo Tawil.
Al llegar a Estados Unidos, Tawil hablaba árabe y francés con fluidez y dominaba el griego y el latín, pero no hablaba inglés. Rápidamente aprendió inglés y publicó algunos de sus escritos más influyentes en el idioma de su nueva tierra natal.

### El coraje de ser nosotros mismos
Una de las primeras acciones de Tawil fue escribir la carta pastoral "El valor de ser nosotros mismos" para fortalecer su rebaño, muchos de los cuales eran relativamente recién llegados a este país y estaban rodeados por los muchos más numerosos católicos latinos. El documento, entregado como una carta pastoral de Navidad de 1970, recuerda a los católicos orientales sus ricas tradiciones y cómo la Iglesia católica se beneficia de la diversidad. En él declaró:

La existencia de iglesias orientales como parte de la familia católica, aunque tienen costumbres y tradiciones distintas en todas las áreas de la vida de la Iglesia, muestra dramáticamente que para ser católico uno no tiene que ajustarse al modelo romano. De hecho, la Iglesia Romana, como afirmó el Concilio [Vaticano II], ha aprendido muchas lecciones de Oriente en los campos de la liturgia (uso de la lengua vernácula, Comunión en ambos tipos, bautismo por inmersión), de orden de la Iglesia (colegialidad , gobierno sinodal, papel del diácono) y espiritualidad. En un sentido muy real, la Iglesia Occidental "necesita" una Iglesia Oriental vibrante para complementar su comprensión del mensaje cristiano. Por nuestra fidelidad al mantenimiento de nuestro patrimonio, por nuestra negativa a ser asimiladas, las Iglesias orientales prestan un servicio precioso a Roma en otro ámbito más de la vida de la Iglesia. Latinizar a este pequeño número de orientales no sería una ganancia para Roma; más bien bloquearía, quizás para siempre, una unión de las Iglesias separadas de Oriente y Occidente. Sería fácil entonces para la ortodoxia ver que la unión con Roma conduce seguramente a la asimilación eclesiástica.

### Desarrollo de la Eparquía de Newton
Tawil fundó la publicación diocesana "Sophia" y en 1971 estableció un programa de capacitación para el diaconado, el primero en una diócesis católica oriental en los Estados Unidos. También estableció un Consejo Pastoral Diocesano. Posteriormente inauguró una Oficina Diocesana de Comunicaciones, la Asociación Nacional de Jóvenes Melkitas y una Oficina de Servicios Educativos de tiempo completo.
El 28 de junio de 1976 Tawil fue elevado a arzobispo. Fue instalado como eparca de Newton el 14 de febrero de 1977. Durante su mandato como eparca, Tawil fundó ocho nuevas parroquias y cinco misiones. Ordena a 26 nuevos sacerdotes y 23 diáconos. También jugó un papel importante en la fundación de un convento para religiosas en Danbury, Connecticut.
Al llegar a la edad de jubilación, el arzobispo Tawil asumió el estatus de emérito el 12 de diciembre de 1989, pero permaneció activo en los asuntos de la iglesia a pesar de que fue diagnosticado con la enfermedad de Parkinson. Fue sucedido por el obispo Ignatius Ghattas como Eparca de Newton. Tawil falleció en el Hospital Newton-Wellesley en Massachusetts el 17 de febrero de 1999.

## Libros y otras publicaciones
Tawil publicó varios libros tanto en árabe como en inglés. Incluyen:
- The Patriarchate of Antioch Throughout History: An Introduction. Sophia Press.
- The Sacraments of Christian Initiation. Theobooks.
- Saint Basil the Great. Sophia Press.

## Otras lecturas
- Bishop Nicholas Samra, ed. (2009). The Courage to Be Ourselves: The Legacy of Archbishop Joseph Tawil. Boston: Sophia Press.